# Євгенія Винниченко-Мозгова
Євге́нія Винниче́нко-Мозгова́ (справжнє прізвище — Винниченко; нар. 1908, Київ — пом. 11 січня 1988, Денвер, США) — українська та американська співачка (сопрано).

## Життєпис
В молодому віці емігрувала разом з батьками до Югославії.
1928—1933 — навчалась в Белградській консерваторії (Музична школа ім. Станковича).
1933—1942 — солістка Белградської опери. Водночас виступала з концертами на Белградському радіо.
1942—1948 років співала на сценах Львова, Берліна, а також в різних містах Франції, Нідерландів, Швеції, Бельгії, Австрії.
Під час Другої світової війни виступала з концертами у Львівському літературно-мистецькому клубі.
1950 року переїхала до США.
Від 1950 — солістка Чиказької опери, від 1954 — солістка «Denver Central City Opera House».
Також виступала у концертах, в тому числі на радіо й телебаченні.
В її репертуарі твори Лисенка, Степового, Стеценка, Барвінського, Людкевича, Пуччіні, Верді, Моцарта, народні пісні. Записала кілька платівок.

## Партії
- Одарка («Запорожець за Дунаєм» Гулака-Артемовського)
- Тоска, Мімі («Тоска», «Богема» Пуччіні)
- Недда («Паяци» Леонкавалло)
- Сантуцца («Сільська честь» Масканьї)
- Розіна («Севільський цирульник» Россіні)
- Софі («Вертер» Массне)

## Визнання
- 1951 — Лауреат конкурсу вокалістів у Нью-Йорку (І премія)